# Tosca (группа)
Tosca — австрийский электронный дуэт, состоящий из Ричарда Дорфмейстера и Руперта Хьюбера, играет в стиле трип-хоп.
Это второй подобный проект, первый — Kruder & Dorfmeister. Первый альбом группы, «Opera», был выпущен в 1997 году под лейблом G-Stone Recordings.

## История
Ричард Дорфмейстер (Richard Dorfmeister) и Руперт Хьюбер в первый раз встретились в школе, и начали экспериментировать с катушечными магнитофонами, индийской музыкой и текстами песен.
После школы, Дорфмейстер и Хьюбер пошли каждый своей дорогой: Дорфмейстер начал продюсировать и выступать с Питером Крудером, а Хьюбер погрузился в экспериментальную музыку. Его треки были представлены на таких фестивалях, как Wiener Festwochen (Private Exile, 2004), Centre Pompidou (Sonic Process, 2002) и Ars Electronica (Radiotopia, 2002), а также в телесериалах (C.S.I.: Место преступления Майами, Секс в большом городе) и на радио (signations for the ORF — Austrian Broadcasting Company).

## Дискография

### Студийные альбомы
- Opera (1997)
- Suzuki (2000)
- Dehli9 (2003)
- J.A.C. (2005)
- No Hassle (2009)
- Odeon (2013)
- Outta Here (2014)
- Going Going Going (2017)
- Osam (2022)

### Альбомы ремиксов
- Fuck Dub Remixes (1997)
- Chocolate Elvis Dubs (1999)
- Suzuki in Dub (2000)
- Different Tastes of Honey (2001)
- Souvenirs (2006)
- Pony (No Hassle Versions) (2010)
- Tlapa: The Odeon Remixes (2013)
- Shopsca — The Outta Here versions (2015)
- Boom Boom Boom (The Going Going Going Remixes) (2018)

### Синглы
- 1994 —Chocolate Elvis (G-Stone Recordings)
- 1995 —Favourite Chocolate (G-Stone Recordings)
- 1996 —Fuck Dub (G-Stone Recordings)
- 1997 —Buona Sarah (G-Stone Recordings)
- 1997 — Fuck Dub Remixes Vol. 1-3 (G-Stone Recordings)
- 1999 — Chicken Chiefly / Chocolate Elvis Dub (Pork Recordings)
- 1999 — Chocolate Elvis (G-Stone Recordings)
- 1999 — Suzuki EP (G-Stone Recordings)
- 2003 — Wonderful (Studio !K7)
- 2005 — Damentag (Studio !K7)
- 2005 — Heidi Bruehl (Studio !K7)
- 2006 — Souvenirs EP (G-Stone Recordings)

## Позиции в чартах
| Год  | Название                  | Позиция в чарте | Позиция в чарте | Позиция в чарте | Позиция в чарте | Позиция в чарте | Позиция в чарте | Позиция в чарте |
| Год  | Название                  | AUT             | FRA             | GER             | NL              | NZ              | SWI             | US              |
| ---- | ------------------------- | --------------- | --------------- | --------------- | --------------- | --------------- | --------------- | --------------- |
| 2000 | Suzuki                    | 24              | -               | 48              | -               | 29              | -               | -               |
| 2002 | Different Tastes of Honey | 47              | -               | -               | -               | -               | -               | -               |
| 2003 | Dehli 9                   | 14              | 64              | 59              | 78              | -               | 97              | 8               |
| 2005 | J.A.C.                    | 28              | 130             | 92              | -               | -               | -               | 12              |
| 2009 | No Hassle                 | 27              | -               | 81              | -               | -               | -               | -               |
| 2013 | Odeon                     | 38              | -               | -               | -               | -               | -               | -               |
| 2017 | Going Going Going         | 68              | -               | -               | -               | -               | 91              | -               |

## Музыкальные премии
- 2004: Amadeus Austrian Music Award-Nominating National Rock/Pop Group
- 2001: Amadeus Austrian Music Award-Nominating National Rock/Pop Group